# Gemas
Gemas (金马士) fou un estat de Negeri Sembilan amb capital a la ciutat de Gemas, prop de la frontera oriental del modern estat de Negeri Sembilan.
L'estat es va formar per la unió dels estats de Gemencheh i de Jelai (Inas) al segle xix. Al segle xx l'estat fou absorbit pel veí estat de Tampin i el 1980 es va formar formar el districte de Tampin dins de Negeri Sembilan.